# Kerpel-Fronius Gábor
Kerpel-Fronius Gábor (Budapest, 1966. szeptember 28. –) magyar politikus, a Momentum Mozgalom elnökségi tagja, 2019 és 2024 között Budapest főpolgármester-helyettese.
Saját politikai önmeghatározása szerint centrista, liberális–polgári beállítottságú.

## Pályafutása
Tanulmányait a budapesti Szilágyi Erzsébet Gimnáziumban, majd a Janus Pannonius Tudományegyetem történelem–francia szakán folytatta. Rendszerszervezőként és projektmenedzserként tevékenykedett. 

### Politikai pályafutása
Rendszeresen írt politikai publicisztikákat és könyvkritikákat a Jelenkor folyóiratba, valamint az Élet és Irodalomba.
A NOlimpia-kampányt követően csatlakozott a Momentum Mozgalomhoz, ahol a XIII. kerületi alapszervezet vezetője lett. A 2019-es európai parlamenti választáson a párt EP-listájának hatodik helyén szerepelt. 
2019 júniusában a Momentum jelöltjeként bekapcsolódott az ellenzéki pártok által szervezett főpolgármester-jelölti előválasztásba. A Momentum 2019. március 21-én mutatta be Budapest 2.0 című programját. Bevezetője szerint „A Budapest 2.0 a Momentum jövőképe arról, hogy Budapest milyen város lehetne, ha a városvezetés aktuális politikai érdekeit háttérbe szorítva hosszú távú, jövőbe tekintő programot valósítana meg.” A program három cél köré szerveződik:
1. Kis távolságok városa: Budapest minden pontjáról legfeljebb 10 perc alatt elérhető a legközelebbi helyi központ
2. Bátor és innovatív városháza: Évi 20 ezer, külföldre vándorolt magyart várunk haza
3. Elérhető otthonok: Budapesten mindenki a havi bérének legfeljebb 30 százalékát költi lakhatásra.

2019. november 5-én a Fővárosi Közgyűlés az átláthatóságért, a részvételiségért, az innovációért és a fenntartható fejlődésért felelős főpolgármester-helyettessé választotta.
2022 májusától a Momentum Mozgalom elnökségi tagja. Pártja 2023 októberében bejelentette, hogy őt indítja a Budapest V. kerületében polgármesternek.

## Családja
Keresztény középosztálybeli, polgári családból származik. Édesapja Kerpel-Fronius Sándor orvos, klinikai farmakológus, nagyapja Kerpel-Fronius Ödön orvos, gyermekgyógyász, fiziológus, aki névadója a Semmelweis Egyetem Kerpel-Fronius Ödön Tehetséggondozó Programjának. Két testvére van: Anna (1969) és Ádám (1975), négy felnőtt gyermek édesapja. Gyakorló katolikus.